# Lingua berta
La lingua berta o Wetawit, viene parlata in Sudan ed in Etiopia dai popoli di etnia Berta e Witawit, stanziati sul confine dei due stati.
Fa parte delle lingue nilo-sahariane. La lingua segue la sintassi SVO classica. È una lingua tonale, i toni vengono marcati ortograficamente con degli accenti. Si tratta di una lingua ergativo-assolutiva.

## Classificazione
La lingua è generalmente classificata come unico membro di un ramo particolare all'interno della famiglia linguistica nilo-sahariana

## Dialetti
I dialetti della lingua sono: Bake, Dabuso, Fadashi, Mayu, Shuru, Undu più il Gebeto che sarebbe quello principale ed a cui si fa riferimento quando si parla della lingua Berta.
Secondo alcuni linguisti, almeno un paio di essi (Fadashi ed Undu), sarebbero da considerare lingue a sé stanti e quindi occorrerebbe parlare di gruppo delle lingue berta formato da tre lingue: Gebeto, Fadashi ed Undu.

## Pronomi

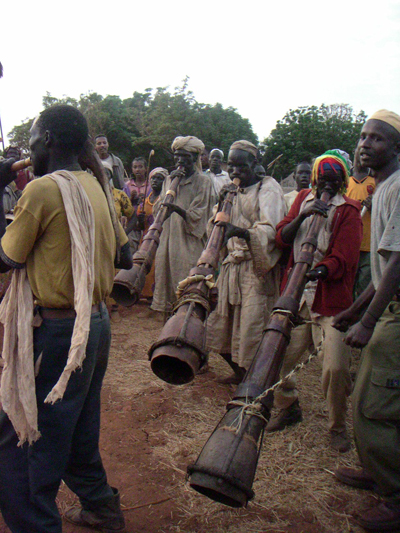
Musicisti berta ad uno sposalizio, in Etiopia

|                | Soggetto | Soggetto postverbale | Oggetto postverbale |
| Io             | àl(ì)    | -lɪ́ɪ̀                 | -ɟì                 |
| Tu             | (à)ŋgó   | -ŋó                  | -ŋgó                |
| Lui, Lei, Esso | ɲìnè     | -né                  | ɲìnè, -né           |
| Noi            | χàtâŋ    | -ŋàa                 | χàtâŋ               |
| Voi            | χàtú     | χátú                 | χàtú                |
| Essi, Esse     | mèrée    | mérée                | mèrée               |